# Everhardus Wijnandus Adrianus Lüdeking
Everhardus Wijnandus Adrianus Lüdeking (auch Everardus Winandus Adrianus Ludeking; * 29. Mai 1830 in Hilversum; † 16. Februar 1877 in Surabaya) war ein niederländischer Sanitätsoffizier und Naturforscher, der neben seiner Tätigkeit als Angehöriger des Gesundheitsdienstes der Koninklijk Nederlandsch-Indisch Leger Mitte des 19. Jahrhunderts in der Kolonie Niederländisch-Indien umfangreiche naturkundliche Aufsammlungen durchführte.

## Leben
Everhardus Wijnandus Adrianus Lüdeking wirkte nach seiner Ausbildung an der Rijks Kweekschool voor militaire geneeskundigen in Utrecht ab 1852 als Angehöriger des Gesundheitsdienstes der Koninklijk Nederlandsch-Indisch Leger in Niederländisch-Indien, wo er zuletzt im Jahr 1861 zum dirigerende officier der gezondheid eerste klasse ernannt wurde. Er erforschte die jeweilige Umgebung seiner Stationierungsorte, hatte ein ausgeprägtes Interesse für Zoologie und Entomologie und legte während seiner Verwendungsdauer umfangreiche Sammlungen an, die er zum Teil im Naturhistorischen Museum in Leiden einbringen konnte.
Er war Mitglied der Bataviaasch Genootschap der Konsten en Wetenschappen und wurde am 1. Juli 1868 unter der Präsidentschaft des Arztes, Naturphilosophen und Malers Carl Gustav Carus mit dem akademischen Beinamen van der Hoeven unter der Matrikel-Nr. 2087 als Mitglied in die Kaiserliche Leopoldino-Carolinische Deutsche Akademie der Naturforscher aufgenommen.
Der niederländische Arzt und Ichthyologe Pieter Bleeker benannte ihm zu Ehren die der Familie der Agamidae zugehörige und endemisch auf Sumatra lebende Eidechse Lophocalotes ludekingi (Bleeker, 1860) und der schwedische Arachnologe Tamerlan Thorell die Kugelspinne Theridion ludekingi Tord Tamerlan Teodor Thorell, 1890.

## Schriften und Werke
- Natuur- en geneeskundige topographie van Agam (Westkust van Sumatra). Martinus Nijhoff, 's Gravenhage, 1867 (google.de)
- De officier van gezondheid van het Nederlandsch Indisch leger en zijn opleiding aan de Kweekschool voor militaire geneeskundigen te Utrecht. Dannenfelser, Utrecht, 1868 (google.de)
- Schets van de residentie Amboina. Martinus Nijhoff, 's Gravenhage, 1868 (google.de)